# Girolamo da Treviso

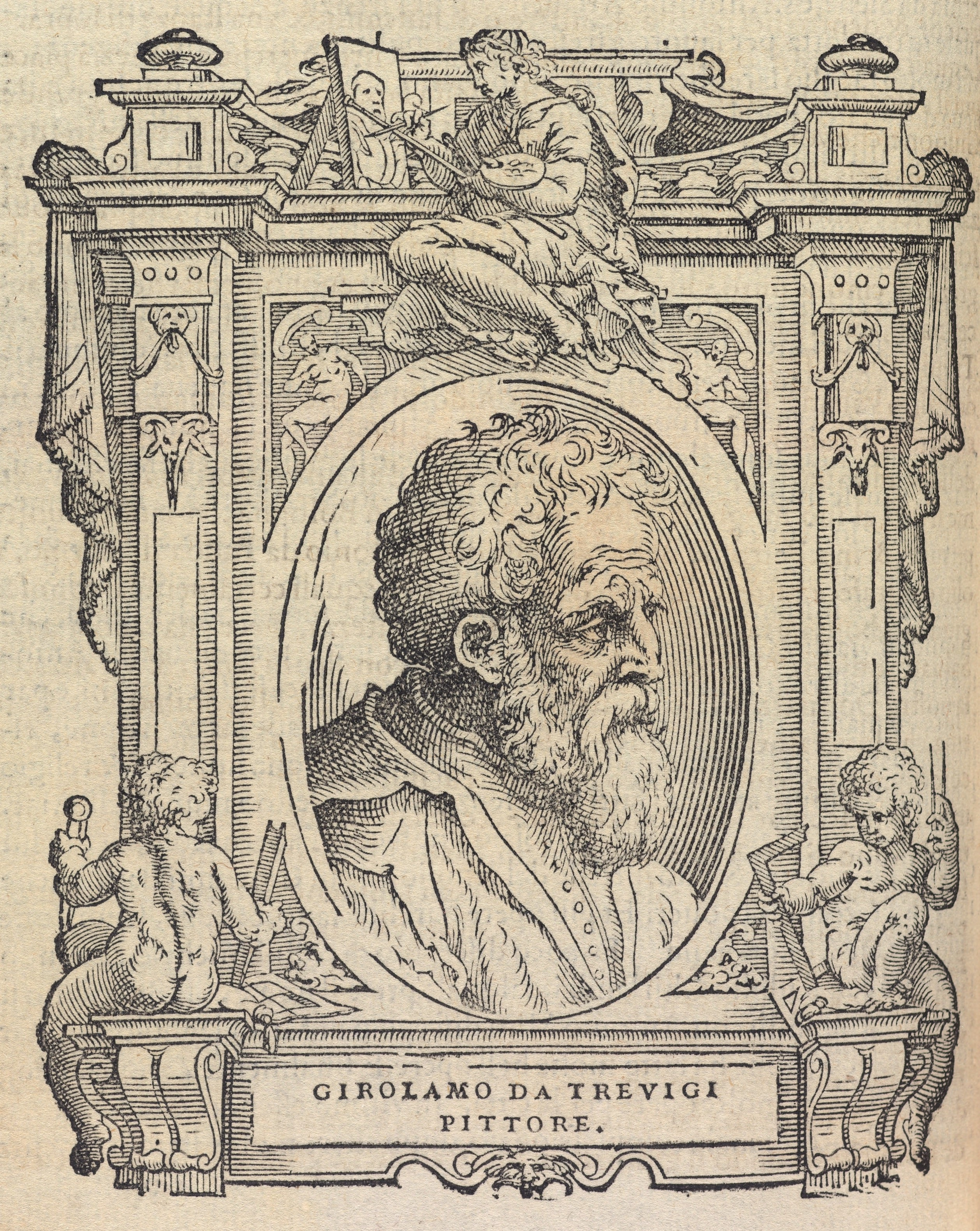
Künstlerische Fantasiedarstellung Girolamo da Trevisos in der zweiten Ausgabe von Giorgio Vasari biographischen Kunstlexika Le Vite de' più eccellenti pittori, scultori, e architettori (de.: Das Leben der ausgezeichnetsten Maler, Bildhauer und Baumeister) von 1568.

Girolamo da Treviso, auch bekannt als Girolamo Pennacchi oder Girolamo di Tommaso da Treviso der Jüngere oder Girolamo Trevigi (* vermutlich um 1497 in Treviso; † 10. September 1544 bei Boulogne-sur-Mer) war ein venezianischer Maler und Bildhauer der Renaissance mit Wurzeln in der Bologneser Schule.

## Leben
Seine genaue familiäre Herkunft ist ungesichert. Möglicherweise entstammt er der Künstler- und Malerfamilie der Pennacchi und war der Sohn Gerolamo di Giovanni Pennacchis (* 1455; † 1497), dem älteren Bruder Pier Maria Pennacchis (* 1464; † vor 1515). Deshalb gilt es als wahrscheinlich, dass er ein Schüler seines Onkels war. Sein Œuvre stand unter dem Einfluss von Dosso Dossi und Giovanni Antonio da Pordenone; gleichzeitig ließ sich da Treviso von den Arbeiten Giorgiones inspirieren und führte in der Strömung des „Giorgionismo“ dessen Stil fort. Ab 1523 ist ein Wirken da Trevisos in Bologna belegt, vermutlich war er dort jedoch schon drei Jahre länger tätig. Seine heutzutage bekanntesten Arbeiten aus jener Zeit sind der Figurenschmuck am Portal der Basilika San Petronio und Grisaillemalereien im Inneren des Gotteshauses. Während dieser Schaffensperiode orientierte er sich maßgeblich an Parmigianino und speziell an der Technik von Raffaels Verzückung der heiligen Cecilia. In späteren Jahren war er unter anderem in Genua, Faenza und Trient sowie am neu errichteten Palazzo del Te in Mantua tätig. Seine Werke signierte er oftmals auch mit „Ieronimo Veneziano, scultore“.
In einem Brief teilte Girolamo da Treviso 1538 mit, in die Dienste Heinrich VIII. von England eingetreten zu sein und an dessen Hofe als Militäringenieur zu arbeiten. Er brachte es dort zu einigem Wohlstand und ging auch weiterhin der Malerei nach. 1544 nahm er – im Rahmen eines Nebenschauplatzes der italienischen Kriege – an der ersten Belagerung von Boulogne-sur-Mer teil. Vermutlich durch Kanonenbeschuss seitens der Verteidiger starb er knapp eine Woche vor der Einnahme der Stadt.

## Rezeption
Die Figur des Girolamo da Treviso wurde zuletzt in der irisch-kanadischen Fernsehserie Die Tudors medial verarbeitet. In der achten Episode der vierten Staffel wird er – verkörpert durch den Schauspieler Daniel Caltagirone – als innovativer Stratege der englischen Armee dargestellt. Mit Hilfe eines eigens gegrabenen langen Tunnelsystems vom eigenen Lager unter die Zitadelle Boulogne-sur-Mers versucht er, ein schnelles Ende der Belagerung herbeizuführen. Dafür deponiert er am Ende des Stollens eine Sprengladung, deren Detonation die französische Festung sowie die Stadtmauern teilweise zum Einsturz bringt und den Briten ein problemloses Eindringen in die Stadt ermöglicht. Da Treviso selbst stirbt bei der Explosion, da er nicht rechtzeitig aus dem Tunnel fliehen kann.

## Werke (Auswahl)
| Bild | Titel                                              | Jahr                   | Größe / Material               | Ausstellung / Sammlung / Besitzer / Anmerkungen |
| ---- | -------------------------------------------------- | ---------------------- | ------------------------------ | ----------------------------------------------- |
|      | Susanna und die Alten                              | Zwischen 1515 und 1520 | Stich                          |                                                 |
|      | Serie von Gemälden über das Leben Jesu von Nazaret | Zwischen 1515 und 1520 |                                | anschließend von Francesco de Nanto gestochen   |
|      | Isaak segnet Jakob                                 | um 1520                | 73 × 56 cm / Öl auf Leinwand   | Musée des beaux-arts de Rouen, Rouen            |
|      | Schlafende Venus                                   | 1523                   | 130 × 213 cm / Öl auf Leinwand | Galleria Borghese, Rom                          |
|      | Die Anbetung der Könige                            | 1524/5                 | 144,2 × 125,7 cm / Öl auf Holz | National Gallery, London                        |
|      | Christus und die Samaritern am Brunnen             | ca. 1525               | 65,5 × 45,2 cm / Öl auf Holz   | Kunsthistorisches Museum, Wien                  |
|      | Madonna mit Kind und Heiligen                      | 1530                   | 225,4 × 147,3 cm / Öl auf Holz | National Gallery, London                        |
|      | Madonna mit Kind in Gloria und Heiligen            | 1530–1544              | 251 × 141 cm / Öl auf Holz     | Nationalmuseum, Warschau                        |
|      | Tod Mariens                                        | um 1533                | 65,4 × 84,4 cm / Öl auf Holz   | Walters Art Museum, Baltimore                   |
|      | Eine protestantische Allegorie                     | 1542                   | 68 × 84,4 cm / Öl auf Holz     | Royal Collection, Hampton Court Palace          |
|      | Die mystische Hochzeit der heiligen Katharina      |                        |                                |                                                 |
|      | Hagar und der Engel                                |                        | 73 × 55 cm / Öl auf Leinwand   | Musée des beaux-arts de Rouen, Rouen            |